# 卡泰加奥恩
卡泰加奥恩（Khategaon），是印度中央邦德瓦斯县的一个城镇。总人口21018（2001年）。

## 人口
该地2001年总人口21018人，其中男性11026人，女性9992人；0—6岁人口3277人，其中男1699人，女1578人；识字率65.57%，其中男性为74.42%，女性为55.79%。